# Hex-редактор
Hex-редактор (англ. hex-editor), шестнадцатеричный редактор — приложение для редактирования данных, в котором данные представлены в «сыром виде» — как последовательность байтов. Он может быть как отдельным самостоятельным приложением, так и компонентом другого, более сложного приложения, такого как дизассемблер, отладчик, интегрированная среда разработки и т. п.
Для представления значения байтов используется шестнадцатеричная (англ. hexadecimal) система счисления, что и отражено в названии редактора. Выбор шестнадцатеричной системы счисления обусловлен следующими факторами:
- Наибольшую популярность получили платформы с 8-битным байтом. В таких платформах байт может принимать 28=256 значений в диапазоне от 0 до 255. Число 25610, записанное в шестнадцатеричной системе, является круглым трёхзначным числом — 10016.
  - То, что это число является трёхзначным, означает, что для представления любого числа в диапазоне 0—255 требуется не более 2 разрядов.
  - То, что это число является круглым, означает, что для представления будут использованы все возможные комбинации цифр, и не останется неиспользованных (например, в случае использования десятичной системы, неиспользованными остаются комбинации, соответствующие числам от 256 до 999).
- При использовании шестнадцатеричной системы получается, что правая цифра соответствует младшим четырём битам байта, а левая цифра в записи — старшим 4 битам. Поэтому любые операций над 4-битными блоками, выровненными по границе байта, можно упрощённо производить как операции над соответствующими цифрами.
- 16 — минимальное основание системы счисления, при котором для записи достаточно двух разрядов. Системы с меньшим основанием потребовали бы уже три (и более) разряда, а возможность уложиться в один разряд обеспечила бы только система счисления с основанием 256, которая совершенно неприменима на практике из-за большого числа цифр в ней.

Данные, которые отображает и позволяет редактировать Hex-редактор, могут быть:
- образом диска,
- содержимым отдельного файла,
- содержимым оперативной памяти,
- содержимым виртуального адресного пространства процесса,
- и так далее.

## Интерфейс

Схематичное изображение интерфейса типичного Hex-редактора. Отображаемые данные — всего лишь пример.

Hex-редактор отображает данные в виде матрицы, каждая ячейка которой соответствует одному байту, записанному в шестнадцатеричной системе счисления в виде двухзначного числа (с ведущим нулём, если он требуется). Количество столбцов матрицы является степенью двойки, чаще всего используются 16 или 8 колонок, иногда 4. Число строк зависит от количества байтов, которые требуется отобразить/отредактировать. В случае использования 16 колонок одна строка соответствует одному параграфу.
Кроме этого, часто используются дополнительные элементы:
- Слева от матрицы отображается линейка (на рисунке показана синим цветом) из чисел: каждой строчке соответствует число, означающее адрес/смещение первого байта этой строчки. Шаг адресов при этом равен количеству колонок.
- Сверху от матрицы отображается другая линейка (на рисунке показана зелёным цветом) из чисел: над каждой колонкой отображается смещение байта, стоящего в этой колонке, относительно первого байта соответствующей строчки. Сумма числа, соответствующего i-той строке, и числа, соответствующего j-той колонке является адресом/смещением байта (i;j), стоящего на пересечении взятой строки и взятого столбца.
- Справа от матрицы могут отображаться те же данные, но в другой интерпретации. Наиболее часто используется альтернативное отображение данных как текста в кодировке ASCII (на рисунке показаны цветом фуксия), при этом байты, значения которых соответствуют непечатным символам, отображаются как точки (·). Многие редакторы позволяют выбрать произвольную кодировку для режима отображения текста. Вариант с отображением данных как текста встречается в Hex-редакторах общего назначения. В редакторах же, являющихся частью какой-либо специальной программы, например отладчика, обычно доступны другие режимы, такие как листинга дизассемблирования, подсказок об адресах, и другие специфичные для приложения режимы.

Большинство редакторов позволяют совершать редактирование как в левой половине, так и в правой (при её наличии). При этом совершаемые изменения когерентны.
Простые редакторы позволяют только менять значение выбранных байтов по отдельности. Продвинутые — редактировать совокупности байтов как цельные блоки, выполнять поиск по последовательностям или шаблонам последовательностей.
Hex-редакторы для редактирования образов дисков могут включать в себя функции по восстановлению повреждённой файловой системы или случайно удалённых файлов.

## Использование
Hex-редакторы используются для редактирования не-текстовых данных, когда специализированной программы для редактирования имеющихся данных либо нет, либо её применение неоправданно или нежелательно. Примером может служить внесение изменений в скомпилированную программу без перекомпиляции последней. Так, с помощью Hex-редактора можно изменить значения жестко вшитых в код программы строковых и числовых констант, если правильно определить их расположение.
Если Hex-редактор имеет функции дизассемблера или дизассемблирование целевой программы уже было проведено с помощью другого инструмента заранее, и известно смещение, можно внести изменение непосредственно в код программы и изменить её поведение. Этим пользуются при исправлении ошибок, взломе, читерстве, ручном твикинге.
Поскольку Hex-редактор является достаточно универсальным инструментом, описать все варианты его применения не представляется возможным.

## Галерея

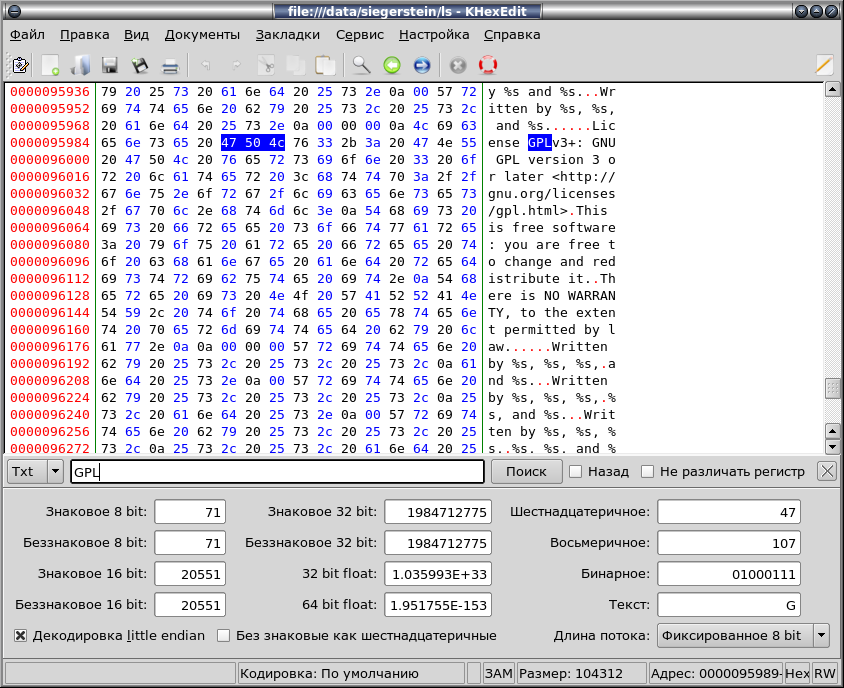
Свободный hex-редактор KHexEdit входящий в состав KDE (kdeutils)
Просмотр PSP в утилите debug, входящей в состав 32-битной Windows.
Hex-редактор в составе отладчика OllyDbg с открытым диалогом редактирования блока байтов.